# Siemens Open 2002
Il Siemens Open 2002 è stato un torneo di tennis facente parte della categoria ATP Challenger Series nell'ambito dell'ATP Challenger Series 2002. Il torneo si è giocato a Scheveningen nei Paesi Bassi dall'8 al 14 luglio 2002 su campi in terra rossa.

## Vincitori

### Singolare
Raemon Sluiter ha battuto in finale  Salvador Navarro con il punteggio di 7–6(6), 6(3)–7, 7–6(4)

### Doppio
Edwin Kempes /  Martin Verkerk hanno battuto in finale  Mariano Hood /  Sebastián Prieto con il punteggio di 6–4, 6–4